# Comuna Andrid, Satu Mare
Andrid (în maghiară: Érendréd) este o comună în județul Satu Mare, Transilvania, România, formată din satele Andrid (reședința), Dindești și Irina.

## Demografie
Componența etnică a comunei Andrid
     Maghiari (46,84%)
     Români (39,55%)
     Romi (9,61%)
     Alte etnii (3,99%)
Componența confesională a comunei Andrid
     Ortodocși (51,04%)
     Reformați (34,83%)
     Penticostali (3,18%)
     Romano-catolici (2,28%)
     Fără religie (1,96%)
     Greco-catolici (1,26%)
     Alte religii (1,22%)
     Necunoscută (4,24%)
Conform recensământului efectuat în 2021, populația comunei Andrid se ridică la 2.455 de locuitori, în scădere față de recensământul anterior din 2011, când fuseseră înregistrați 2.506 locuitori. Cei mai mulți locuitori sunt maghiari (46,84%), cu minorități de români (39,55%) și romi (9,61%). Din punct de vedere confesional, majoritatea locuitorilor sunt ortodocși (51,04%), cu minorități de reformați (34,83%), penticostali (3,18%), romano-catolici (2,28%), fără religie (1,96%) și greco-catolici (1,26%), iar pentru 4,24% nu se cunoaște apartenența confesională.

## Politică și administrație
Comuna Andrid este administrată de un primar și un consiliu local compus din 11 consilieri. Primarul, Tibor Papp[*], de la Uniunea Democrată Maghiară din România, este în funcție din 2004. Începând cu alegerile locale din 2024, consiliul local are următoarea componență pe partide politice:
|  | Partid                                 | Consilieri | Componența Consiliului | Componența Consiliului | Componența Consiliului | Componența Consiliului | Componența Consiliului | Componența Consiliului | Componența Consiliului |
|  | -------------------------------------- | ---------- | ---------------------- | ---------------------- | ---------------------- | ---------------------- | ---------------------- | ---------------------- | ---------------------- |
|  | Uniunea Democrată Maghiară din România | 7          |                        |                        |                        |                        |                        |                        |                        |
|  | Partidul Național Liberal              | 2          |                        |                        |                        |                        |                        |                        |                        |
|  | Partidul Social Democrat               | 1          |                        |                        |                        |                        |                        |                        |                        |
|  | Forța Dreptei                          | 1          |                        |                        |                        |                        |                        |                        |                        |